# Blarina peninsulae
Blarina peninsulae är en däggdjursart som beskrevs av Clinton Hart Merriam 1895. Blarina peninsulae ingår i släktet Blarina, och familjen näbbmöss. Inga underarter finns listade i Catalogue of Life.
Denna näbbmus förekommer på Floridahalvön. Den listas av IUCN som underart till Blarina carolinensis utan egen status.